# کاتینگا
کاتینگا (به پرتغالی: Caatinga) یک منطقهٔ مسکونی در برزیل است که در آلاگواس واقع شده‌است.